# Ratum sed non consummatum
Termín ratum sed non consummatum (lat. platné, ale nekonzumované) nebo ratum et non consummatum (lat. platné a nekonzumované) označuje právně-svátostnou kategorii manželství v katolickém manželském kanonickém právu. Pokud dojde k platnému uzavření manželství (ratifikaci), ale manželé ještě neprovádějí pohlavní styk (konzumaci), pak se o manželství hovoří jako o manželství ratum sed non consummatum. Tribunál Římské roty má výlučnou pravomoc dispenzovat od manželství ratum sed non consummatum, což může být uděleno pouze ze „spravedlivého důvodu“. Tento proces by neměl být zaměňován s procesem prohlášení manželství za neplatné, o němž pojednává samostatná hlava Kodexu kanonického práva z roku 1983.

## Historie
Hlavní článek: Právní dějiny katolické církve
Ve školách kanonických právníků byly po určitou dobu v módě dvě různé teorie manželství. Pro Gratiana a boloňskou školu je manželství započato souhlasem, ale úplným, nerozlučitelným a svátostným se stává teprve tehdy, když je konzumováno. Pro Petra Lombardského a pařížskou školu je manželství uzavřené pouze vzájemným souhlasem pravým a úplným manželstvím, naprosto nerozlučitelným a mezi křesťany svátostí. Tato druhá teorie měla podporu raných křesťanských spisovatelů, získala souhlas nejvyšších pontifiků, zejména Alexandra III. a brzy převládla. První teorii však bylo přiznáno, že nekonzumované manželství je sice úplným manželstvím a svátostí, ale není absolutně nerozlučitelné. Tato vlastnost plně náleží manželství platnému (ratifikovanému) a konzumovanému. K vytvoření manželství v jeho podstatě tedy stačí vzájemný souhlas; konzumace dodává manželství akcidentální dokonalost a absolutnější nerozlučitelnost. Absolutní nerozlučitelnost se přisuzuje pouze platným a konzumovaným manželstvím mezi křesťany.

### Kodex kanonického práva z roku 1917
Hlavní článek: Kodex kanonického práva z roku 1917
Kánon 1119 Kodexu kanonického práva z roku 1917 stanovil dva případy, kdy může být manželství ratum sed non consummatum rozvázáno, a to (1) pokud jedna ze stran složí slavné sliby v řeholním řádu nebo (2) pokud Svatý stolec udělí dispenz.

#### Rozvázání složením slavných řeholních slibů
Že složení slavných řeholních slibů ruší pouze platné (ratum) manželství, autoritativně prohlásili Alexandr III. (c. 2 a 7, x, iii, 32) a Inocenc III. (c. 14, x, iii, 32), po nich bylo všeobecně přijato v praxi a definováno Tridentským koncilem (Sess. xxiv, De Sacramento Matrimonii, Can. 6). Jedinou spornou otázkou zůstávalo, zda složení slavných slibů rozvazuje manželství božským, nebo, jak se častěji připouští, církevním právem.

## Současná praxe podle kodexu z roku 1983
Hlavní článek: Kodex kanonického práva z roku 1983
Podle Kodexu kanonického práva z roku 1983 byla disciplína z roku 1917 změněna; manželství ratum sed non consummatum lze nyní rozvázat pouze na základě dispenzu od papeže nebo jeho delegáta. Papež delegoval kompetenci k udělování takových dispenzů na tribunál Římské roty, jeden z řádných tribunálů Apoštolského stolce. 

### Způsobilost k udělení dispenzu
Hlavní článek: Římská rota
Administrativní proces udělování milosti dispenzu od manželství ratum et non consummatum byl dříve ve výlučné kompetenci Kongregace pro bohoslužbu a disciplínu svátostí podle článku 58 §2 apoštolské konstituce Pastor Bonus. V roce 2011 však papež Benedikt XVI. změnil Motem propio Quaerit Semper apoštolskou konstituci Pastor Bonus, čímž přenesl jurisdikci nad platným (ratum) a nekonzumovaným manželstvím z Kongregace pro bohoslužbu a disciplínu svátostí na zvláštní Úřad Tribunálu Římské roty. Nový zákon zrušil ustanovení, které uvádělo „výlučnou pravomoc“ Kongregace pro bohoslužbu a disciplínu svátostí ohledně těchto manželství, neboť toto ustanovení nebylo výslovně zrušeno a Úřad při Římské rotě nyní dohlíží na dispenz od těchto manželství. Od 1. října 2011 je to výlučná pravomoc Tribunálu Římské roty.

## Dispenzaceversusprohlášení neplatnosti
Hlavní článek: Deklarace nulity
Hlavní článek: Dispenz
Udělení dispenzu od manželství ratum sed non consumatum je svou podstatou správní řízení, zatímco proces získání deklarace nulity (často zavádějícím způsobem označované jako „anulování“) je svou podstatou soudní řízení. V případě ratum se od platného manželského svazku upouští, zatímco v případě prohlášení manželství za neplatné se manželství prohlašuje za neplatné od samého počátku. Ratum ukončuje z oprávněného důvodu manželství, které skutečně je (i když nikdy nebylo neodvolatelně a svátostně „zpečetěno“ konzumací), zatímco prohlášení za neplatné právně prohlašuje, že manželství v očích katolické teologie a manželského práva nikdy skutečně nebylo.  